# Museo de Arte de Ponce
Museo de Arte de Ponce – muzeum sztuki mieszczące się w Ponce w Portoryko, jedno z najważniejszych muzeów karaibskiego regionu. Zostało założone przez byłego gubernatora Portoryka, Luisa A. Ferré i inaugurowane 28 grudnia 1965. Zbiory muzeum liczą około 3000 dzieł wystawianych w 14 salach. W zbiorach wyróżnia się kolekcja hiszpańskiego i francuskiego malarstwa.